# Energis
Die Energis GmbH ist ein deutsches Energieversorgungsunternehmen, das seinen Sitz in Saarbrücken hat.

## Unternehmen
Am 1. September 1999 wurde Energis als gemeinsame Beteiligungsgesellschaft der VSE AG und der Saar Ferngas gegründet. Teilhaber von Energis sind die VSE AG mit 56,5 %, die Enovos Deutschland SE (ehemals Saar Ferngas) mit 28,1 % und die VKB (Gesellschaft der VSE AG und KEW) mit 15,4 % (Stand: 2020). Darüber hinaus beteiligt sich Energis nach eigenen Angaben an 21 kommunalen Versorgungsunternehmen in 23 Städten und Gemeinden im Saarland.